# Egbert Friedrich von Mülinen

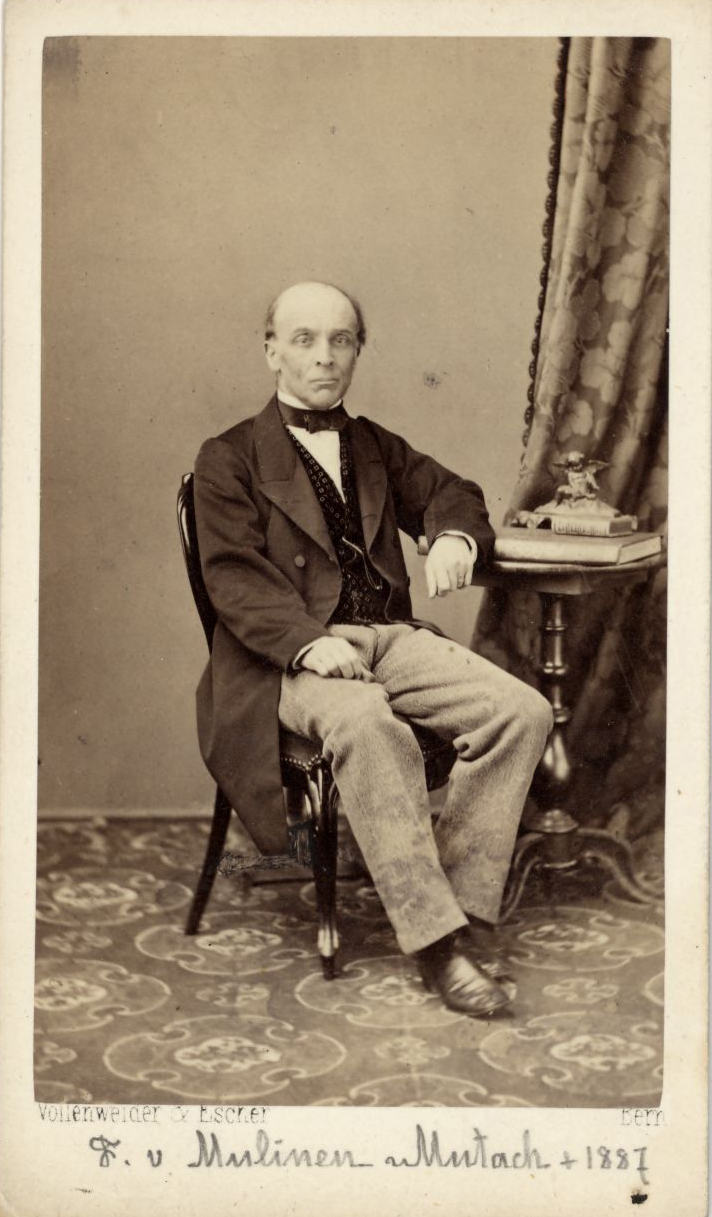
Porträt von Egbert Friedrich von Mülinen (1817–1887), 1860–1864, Fotografie von Vollenweider & Escher, Bern, Burgerbibliothek Bern, [http://katalog.burgerbib.ch/detail.aspx?ID=258453 FP.B.261

Egbert Friedrich von Mülinen (* 14. Januar 1817 in Bern; † 16. August 1887 ebenda) war ein Schweizer Historiker und Privatgelehrter.

## Leben
Als Sohn eines Offiziers, Gottfried von Mülinen, und Margarete geb. von Graffenried studierte er ganz in der Tradition des Geschlechtes der von Mülinen in Berlin und Leipzig und schrieb als Privatgelehrter vor allem zur Kirchengeschichte der Schweiz, des Juras und des Emmentals. Unermüdliche Forscherarbeit in Archiven und insbesondere in der von seinem Urgrossvater, dem Berner Schultheissen Albrecht von Mülinen, begründeten berühmten Privatbibliothek ermöglichten ihm unter anderem das Verfassen der zwei ersten Bände der ursprünglichen Helvetia Sacra zu den Kirchenvorstehern und -vorsteherinnen.
- Band 1 mit 242 Seiten erschien 1858 und behandelt die Dom- und Chorherrenstifte sowie die alten Abteien.
- Band 2 mit 256 Seiten erschien 1861 und beschreibt die späteren Mönchsorden, sowohl die im 13. Jahrhundert entstandenen Orden der Bettelmönche (Dominikaner, Franziskaner, Augustiner, Karmeliter) als auch die kirchlichen Korporationen und Kongregationen, die sich in den katholisch gebliebenen Ländern der Christenheit seit dem 16. Jahrhundert und bis in die neueren Zeiten sich entwickelten (Kapuziner, Jesuiten, Trappisten, Ligorianer, Redemptoristen usw.).[2]

Ausserdem legte Egbert Friedrich von Mülinen eine nahezu 2000 Arbeiten auf Papier umfassende Sammlung von Porträts Schweizer und internationaler Persönlichkeiten an, die sich heute in der Burgerbibliothek Bern befindet. 1884 erhielt er den Ehrendoktortitel der Universität Bern. Er war der Vater der Frauenrechtlerin Helene von Mülinen.

## Werke
- Helvetia Sacra, Verlag Stämpfli, Bern, 1858–1861
- Rauracia sacra ou Dictionnaire Historique Du Clerge Catholique Jurassien, 1864, ISBN 978-1167483523
- Prodromus einer schweizerischen Historiographie in alphabetischer Reihenfolge die Historiker aller Cantone und aller Jahrhunderte umfassend, Buchhandlung von Huber und Company (H. Koerber), 1874, 240 Seiten
- Beiträge zur Heimathkunde des Kantons Bern, 1879